# خمس قطع سهلة
خمس قطع سهلة (بالإنجليزية: Five Easy Pieces)‏ هو فيلم دراما تم إنتاجه في الولايات المتحدة وصدر في سنة 1970.

## بطولة
- جاك نيكلسون

## الميزانية والإيرادات
بلغت تكلفة إنتاج الفيلم حوالي 1.6 مليون دولار بينما حقق أرباحا تقدر بـ 18,099,091 دولار.

### ترشيحات وجوائز
| السنة | الحدث  | الفئة     | النتيجة |
| ----- | ------ | --------- | ------- |
| 1970  | أوسكار | أفضل فيلم | ترشـيـح |

## وصلات خارجية
- خمس قطع سهلة على موقع IMDb (الإنجليزية)
- خمس قطع سهلة على موقع ميتاكريتيك (الإنجليزية)
- خمس قطع سهلة على موقع الموسوعة البريطانية (الإنجليزية)
- خمس قطع سهلة على موقع روتن توميتوز (الإنجليزية)
- خمس قطع سهلة على موقع نتفليكس (الإنجليزية)
- خمس قطع سهلة على موقع ألو سيني (الفرنسية)
- خمس قطع سهلة على موقع Turner Classic Movies (الإنجليزية)
- خمس قطع سهلة على موقع أول موفي (الإنجليزية)
- خمس قطع سهلة على موقع بوكس أوفيس موجو (الإنجليزية)
- خمس قطع سهلة على موقع فيلمافينيتي (الإسبانية)